# Grand Prix Německa 1979
Grand Prix Německa 1979 (oficiálně XLI Großer Preis von Deutschland) se jela na okruhu Hockenheimring v Hockenheimu v Německu dne 29. července 1979. Závod byl desátým v pořadí v sezóně 1979 šampionátu Formule 1.

## Kvalifikace
| Poř. | No. | Jezdec                | Konstruktér        | Vůz            | Čas     | Ztráta |
| ---- | --- | --------------------- | ------------------ | -------------- | ------- | ------ |
| 1    | 15  | Jean-Pierre Jabouille | Renault            | Renault RS10   | 1:48.48 | —      |
| 2    | 27  | Alan Jones            | Williams-Ford      | Williams FW07  | 1:48.75 | +0.27  |
| 3    | 26  | Jacques Laffite       | Ligier-Ford        | Ligier JS11    | 1:49.43 | +0.68  |
| 4    | 6   | Nelson Piquet         | Brabham-Alfa Romeo | Brabham BT48   | 1:49.50 | +0.07  |
| 5    | 11  | Jody Scheckter        | Ferrari            | Ferrari 312 T4 | 1:50.00 | +0.10  |
| 6    | 28  | Clay Regazzoni        | Williams-Ford      | Williams FW07  | 1:50.12 | +0.12  |
| 7    | 5   | Niki Lauda            | Brabham-Alfa Romeo | Brabham BT48   | 1:50.37 | +0.25  |
| 8    | 3   | Didier Pironi         | Tyrrell-Ford       | Tyrrell 009    | 1:50.40 | +0.28  |
| 9    | 12  | Gilles Villeneuve     | Ferrari            | Ferrari 312 T4 | 1:50.41 | +0.01  |
| 10   | 16  | René Arnoux           | Renault            | Renault RS10   | 1:50.48 | +0.07  |
| 11   | 1   | Mario Andretti        | Lotus-Ford         | Lotus 79       | 1:50.68 | +0.20  |
| 12   | 7   | John Watson           | McLaren-Ford       | McLaren M29    | 1:50.86 | +0.18  |
| 13   | 2   | Carlos Reutemann      | Lotus-Ford         | Lotus 79       | 1:50.94 | +0.08  |
| 14   | 25  | Jacky Ickx            | Ligier-Ford        | Ligier JS11    | 1:51.07 | +0.13  |
| 15   | 8   | Patrick Tambay        | McLaren-Ford       | McLaren M29    | 1:51.47 | +0.40  |
| 16   | 4   | Geoff Lees            | Tyrrell-Ford       | Tyrrell 009    | 1:51.50 | +0.03  |
| 17   | 20  | Keke Rosberg          | Wolf-Ford          | Wolf WR7       | 1:52.01 | +0.11  |
| 18   | 30  | Jochen Mass           | Arrows-Ford        | Arrows A2      | 1:52.74 | +0.73  |
| 19   | 29  | Riccardo Patrese      | Arrows-Ford        | Arrows A2-1    | 1:52.93 | +0.19  |
| 20   | 17  | Jan Lammers           | Shadow-Ford        | Shadow DN9B    | 1:53.59 | +0.66  |
| 21   | 18  | Elio de Angelis       | Shadow-Ford        | Shadow DN9B    | 1:53.73 | +0.14  |
| 22   | 14  | Emerson Fittipaldi    | Fittipaldi-Ford    | Fittipaldi F6A | 1:54.01 | +0.28  |
| 23   | 9   | Hans-Joachim Stuck    | ATS-Ford           | ATS D2         | 1:54.47 | +0.46  |
| 24   | 31  | Héctor Rebaque        | Lotus-Ford         | Lotus 79       | 1:55.86 | +1.39  |
| DNQ  | 22  | Patrick Gaillard      | Ensign-Ford        | Ensign N179    | 1:55.95 | +0.09  |
| DNQ  | 24  | Arturo Merzario       | Merzario-Ford      | Merzario A2    | 2:01.84 | +5.89  |

## Závod
| Poř.   | No. | Jezdec                | Konstruktér        | Počet kol | Čas/Odstoupení | Pořadí na startu | Body |
| ------ | --- | --------------------- | ------------------ | --------- | -------------- | ---------------- | ---- |
| 1      | 27  | Alan Jones            | Williams-Ford      | 45        | 1:24:48.83     | 2                | 9    |
| 2      | 28  | Clay Regazzoni        | Williams-Ford      | 45        | +2.91          | 6                | 6    |
| 3      | 26  | Jacques Laffite       | Ligier-Ford        | 45        | +18.39         | 3                | 4    |
| 4      | 11  | Jody Scheckter        | Ferrari            | 45        | +31.20         | 5                | 3    |
| 5      | 7   | John Watson           | McLaren-Ford       | 45        | +1:37.80       | 12               | 2    |
| 6      | 30  | Jochen Mass           | Arrows-Ford        | 44        | +1 kolo        | 18               | 1    |
| 7      | 4   | Geoff Lees            | Tyrrell-Ford       | 44        | +1 kolo        | 16               |      |
| 8      | 12  | Gilles Villeneuve     | Ferrari            | 44        | +1 kolo        | 9                |      |
| 9      | 3   | Didier Pironi         | Tyrrell-Ford       | 44        | +1 kolo        | 8                |      |
| 10     | 17  | Jan Lammers           | Shadow-Ford        | 44        | +1 kolo        | 20               |      |
| 11     | 18  | Elio de Angelis       | Shadow-Ford        | 43        | +2 kola        | 21               |      |
| 12     | 6   | Nelson Piquet         | Brabham-Alfa Romeo | 42        | Motor          | 4                |      |
| Ret    | 29  | Riccardo Patrese      | Arrows-Ford        | 34        | Pneumatika     | 19               |      |
| Ret    | 8   | Patrick Tambay        | McLaren-Ford       | 30        | Zavěšení       | 15               |      |
| Ret    | 20  | Keke Rosberg          | Wolf-Ford          | 29        | Motor          | 17               |      |
| Ret    | 5   | Niki Lauda            | Brabham-Alfa Romeo | 27        | Motor          | 7                |      |
| Ret    | 25  | Jacky Ickx            | Ligier-Ford        | 24        | Pneumatika     | 14               |      |
| Ret    | 31  | Héctor Rebaque        | Lotus-Ford         | 22        | Zacházení      | 24               |      |
| Ret    | 1   | Mario Andretti        | Lotus-Ford         | 16        | Řazení         | 11               |      |
| Ret    | 16  | René Arnoux           | Renault            | 9         | Pneumatika     | 10               |      |
| Ret    | 15  | Jean-Pierre Jabouille | Renault            | 7         | Smyk           | 1                |      |
| Ret    | 14  | Emerson Fittipaldi    | Fittipaldi-Ford    | 4         | Elektronika    | 22               |      |
| Ret    | 2   | Carlos Reutemann      | Lotus-Ford         | 1         | Nehoda         | 13               |      |
| Ret    | 9   | Hans-Joachim Stuck    | ATS-Ford           | 0         | Zavěšení       | 23               |      |
| DNQ    | 22  | Patrick Gaillard      | Ensign-Ford        |           |                |                  |      |
| DNQ    | 24  | Arturo Merzario       | Merzario-Ford      |           |                |                  |      |
| Zdroj: |     |                       |                    |           |                |                  |      |

## Průběžné pořadí po závodě
Pohár jezdců
| Pořadí | Jezdec            | Body    |
| ------ | ----------------- | ------- |
| 1      | Jody Scheckter    | 35 (39) |
| 2      | Jacques Laffite   | 28      |
| 3      | Gilles Villeneuve | 26      |
| 4      | Clay Regazzoni    | 22      |
| 5      | Patrick Depailler | 20 (22) |
| Zdroj: |                   |         |

Pohár konstruktérů
| Pořadí | Konstruktér   | Body |
| ------ | ------------- | ---- |
| 1      | Ferrari       | 65   |
| 2      | Ligier-Ford   | 51   |
| 3      | Williams-Ford | 38   |
| 4      | Lotus-Ford    | 37   |
| 5      | Tyrrell-Ford  | 21   |
| Zdroj: |               |      |